# Melanodera xanthogramma
Melanodera xanthogramma là một loài chim trong họ Thraupidae.